# Ford 999
Ford 999 — название двух гоночных автомобилей, построенных Генри Фордом в начале XX века. Хотя автомобили были практически идентичны и имели одинаковую техническую «начинку», а также, в итоге, имели одно и то же имя, у них была разная гоночная карьера.

## Разработка
Форд увлекался автомобильными гонками, и в 1901 году даже построил 26-сильный автомобиль, который так и не получил имя. На этом автомобиле он выиграл гонки против Александра Винтона и других участников. На доходы от гонки Генри основал «Автомобильную компанию Детройта». Но в марте 1902 года он вышел из неё из-за разногласий с акционерами, забрав с собой 900$. Пост президента вместо Форда занял Генри Лиланд, который в конце 1902 года превратил компанию в Cadillac.
После Генри начал работать вместе с велосипедным гонщиком Томом Купером и ещё несколькими помощниками над двумя одинаковыми безымянными гоночными автомобилями. Один из автомобилей был жёлтый, другой красный. Каждый из них имел огромный четырёхцилиндровый двигатель объёмом 18,8-литра, развивающий от 70 до 100 л. с., и маховик массой примерно в 104 килограмма. Они не имели ни подвески, ни дифференциалов, а рулевое управление осуществлялось через металлический стержень (как у велосипеда, но с одной ручкой), а не через руль. Общая стоимость проекта составляла 5000$.
Вскоре, спустя две недели, автомобили без имени были проданы за небольшую сумму 800$ Барни Олфриду и Тому Куперу, так как на тестовом заезде они не смогли завестись. Однако Форд продал их под условие, что он по-прежнему будет считаться создателем автомобилей, они будут нести его фамилию, а также, что он будет получать часть выручки от гонок. В конце 1903 года Генри Форд основал свою компанию Ford Motor Company.
Тем временем Барни и Том работали над автомобилями. Летом 1902 года они смогли заставить работать красный автомобиль. Он получил имя «999» в честь паровоза с обозначением 999. Этот локомотив имел тип 2-2-0 и был знаменит тем, что 10 мая 1893 года поставил мировой рекорд скорости 181,1 км/ч среди паровозов. Жёлтый автомобиль назвали «Arrow».

## Гоночная карьера
Дебют 999 произошёл в октябре 1902 года на «Кубке производителей» — 8-километровой гонке. Водителем был сам Олфрид, и, хотя он и не имел гоночного опыта, он смог победить в гонке, несмотря на то, что явным фаворитом считался Александр Винтон, главный соперник Форда. Позже 999 установил рекорд скорости на треке Гросс Пуанте, а также победил во многих американских автомобильных гонках. Барни Олфрид продолжал карьеру, следуя по пятам Винтона на красном автомобиле, а жёлтый автомобиль Том Купер решил оставить для своей гоночной команды. В конце концов красный 999 изъездил слишком много гонок и был списан.

## Рекорд скорости на льду
Жёлтый Arrow также успешно участвовал в гонках, однако длилось это недолго. В сентябре 1903 года автомобиль разбился, унеся за собой жизнь гонщика Франка Дея. Однако обломки автомобиля выкупил сам Генри Форд, он восстановил его для установления рекорда скорости на льду. Восстановленный автомобиль Форд назвал 999, в честь красного автомобиля, тем не менее многие его называли «Красным Дьяволом».
Форд установил рекорд скорости на льду 12 января 1904 года, набрав 147,05 км/ч на замёрзшем озере Санта-Клер. Через месяц рекорд побили, однако только что образованная компания Форда за это время успела заявить о себе.